# Hornersville
Hornersville – miasto w Stanach Zjednoczonych, w stanie Missouri, w hrabstwie Dunklin.